# Thepytus arindela
Thepytus arindela is een vlinder uit de familie van de Lycaenidae. De wetenschappelijke naam van de soort werd als Thecla arindela in 1874 gepubliceerd door William Chapman Hewitson.